# Orhan Akyüz
Orhan Naci Akyüz (* 15. Mai 1954 in Hereke) ist ein ehemaliger türkischer Fußballspieler und -trainer. Durch seine langjährige Tätigkeit wird er mit Galatasaray Istanbul assoziiert.

## Karriere
Akyüz kam in Hereke, einem Stadtteil der Kreisstadt Körfez, auf die Welt. Seine Profifußballkarriere startete er beim damaligen Zweitligisten und in seiner Heimatprovinz ansässigen Kocaelispor.
Im Sommer 1977 wechselte er zum Erstligisten und amtierenden türkischen Meister Trabzonspor. Dieser Vereine erreichte in der Erstligasaison 1975/76 völlig überraschend die Meisterschaft. Bis zu dieser Saison entschieden die drei großen Istanbuler Vereine Beşiktaş Istanbul, Fenerbahçe Istanbul und Galatasaray Istanbul die Meisterschaft der Süper Lig unter sich. Zwar verfehlte mit Eskişehirspor ein anderer anatolischer Verein dreimal knapp die Meisterschaft, jedoch blieb der Bann bestehen. Erst mit Trabzonspors Meisterschaft wurde er gelöst. Nach dieser Meisterschaft dominierte dieser Klub auch die nächste Saison die Liga und sammelte neben der Meisterschaft auch mit dem Gewinn des Türkischen Fußballpokals und des Türkischen Supercups alle übrigen Pokale im damaligen türkischen Fußball. Akyüz eroberte sich nach seinem Wechsel zu Trabzonspor auf Anhieb einen Stammplatz. Sein Klub vergab aber in der Spielzeit 1977/78 mit einem Punkt Unterschied die Meisterschaft an Fenerbahçe, konnte aber die zwei übrigen Pokale holen. Nach diesem Rückschlag erholte sich die Mannschaft relativ schnell und wurde in der nächsten Spielzeit, der Spielzeit 1978/79, erneut türkischer Fußballmeister und zudem Präsidenten-Pokalsieger. Akyüz war mit seinen zehn Ligatoren erfolgreichster Torschütze seiner Mannschaft und maßgeblich an diesem Erfolg beteiligt.
Nach dieser, für Akyüz, erfolgreichen Saison lagen Akyüz' Mannschaft mehrere Transferangebote vor. So wechselte Akyüz im Sommer 1979 zum Istanbuler Spitzenklub Galatasaray und wurde damit der erste Spieler der von Trabzonspor zu Galatasaray wechselte. Zu Galatasaray gewechselt fand er schnell in die Mannschaft und absolvierte in seiner ersten Saison 23 der 30 möglichen Ligaspiele. Sein Verein erlebte die schwierigste Zeit seiner bisherigen Vereinsgeschichte und war bis zum Saisonende mit dem Abstieg konfrontiert. In der neuen Saison erholte sich der Verein von der Vorsaison und beendete die Saison auf dem dritten Tabellenplatz. Akyüz absolvierte in dieser Saison 22 Ligaspiele und wurde in den meisten dieser Spiele entweder ein- oder ausgewechselt. In der neuen Saison blieb er nahezu ohne Einsatz und absolvierte lediglich eine Ligapartie. Seine Mannschaft wurde in dieser Spielzeit Türkischer Fußballpokal- und TSYD-Pokalsieger. Zudem holte seine Mannschaft den Devlet-Başkanlığı-Pokal.
Nachdem Akyüz die Saison 1981/82 lediglich zu einem Spieleinsatz gekommen war, verließ er im Sommer 1982 nach drei Jahren Galatasaray und wechselte zu Sakaryaspor. Bei diesem Verein gelang es ihm in einer Saison nicht sich als Stammspieler zu behaupten. So zog er nach einer Saison zu seinem alten Verein Kocaelispor weiter. Auch bei diesem Verein gelang es ihm nicht, sich einen Stammplatz zu erkämpfen. Im Sommer 1984 wechselte er dann zum Zweitligisten Kayserispor. Mit seiner neuen Mannschaft wurde er in der Zweitligasaison 1984/85 Meister und stieg damit in die 1. Lig auf. Obwohl Akyüz in dieser Aufstiegssaison sich innerhalb der Mannschaft nicht behaupten konnte, wurde er im Mannschaftskader beibehalten. In der 1. Lig eroberte er sich auf Anhieb einen Stammplatz, absolvierte nahezu alle Partien seiner Mannschaft und acht Ligatoren der erfolgreichste Torschütze seiner Mannschaft. Da die Mannschaft aber zum Saisonende den Klassenerhalt verfehlte, ging Akyüz mit ihr wieder in die 2. Lig. In dieser Liga spielte er noch zwei Spielzeiten für Kayserispor.
Zum Sommer 1990 wechselte Akyüz zum Drittligisten Ümraniyespor, verbrachte hier eine Saison und beendete im Sommer 1990 seine aktive Spielerkarriere.

## Erfolge
Mit Trabzonspor
- Türkischer Meister: 1978/79
- Türkischer Pokalsieger: 1978
- Türkischer Supercup: 1978, 1979
- Başbakanlık Kupası: 1978

Mit Galatasaray Istanbul
- Türkischer Pokalsieger: 1981/82, 1984/85
- Devlet-Başkanlığı-Pokal: 1981/82
- Pokal des Türkischen Sportjournalisten-Vereinsl: 1981/82

Mit Kayserispor
- Meister der TFF 1. Lig und Aufstieg in die Süper Lig: 1984/85